# Boublitchki

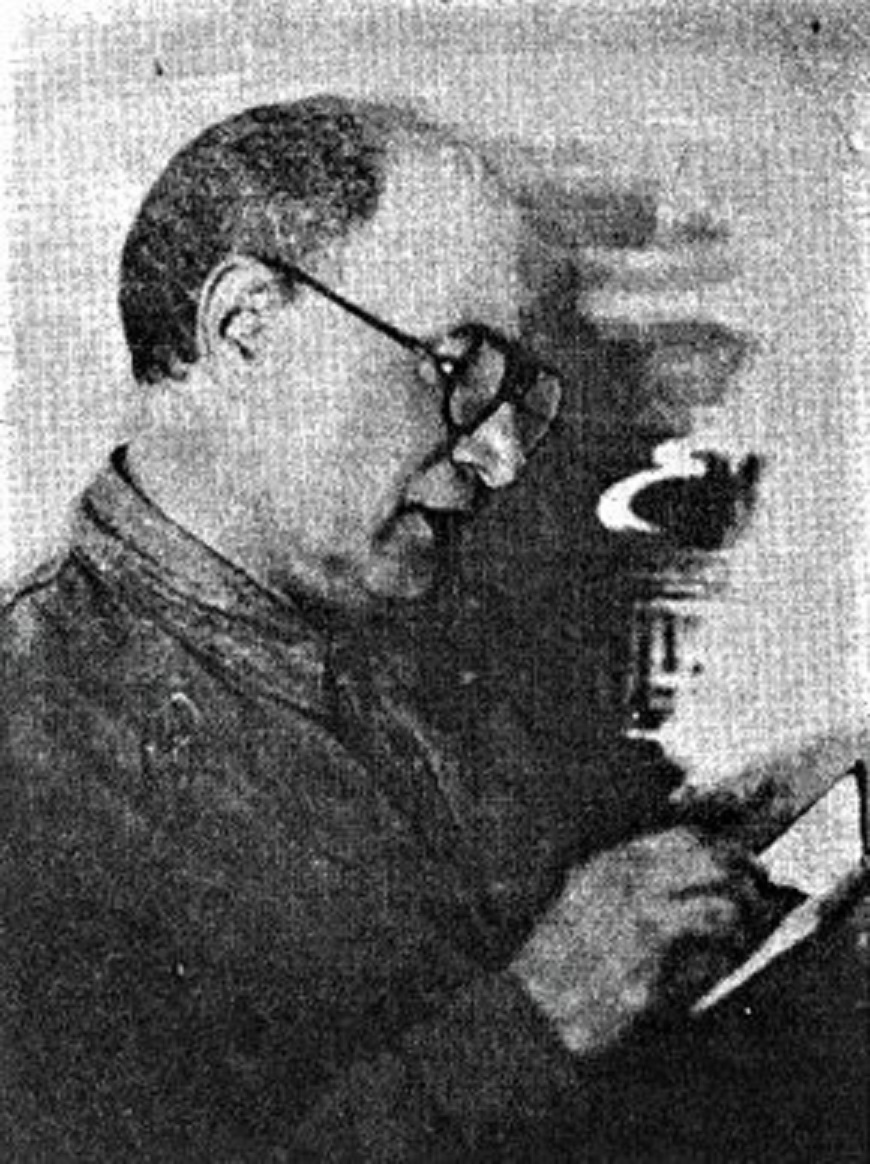
Yakov Yadov, l'auteur de la chanson Bublichki.

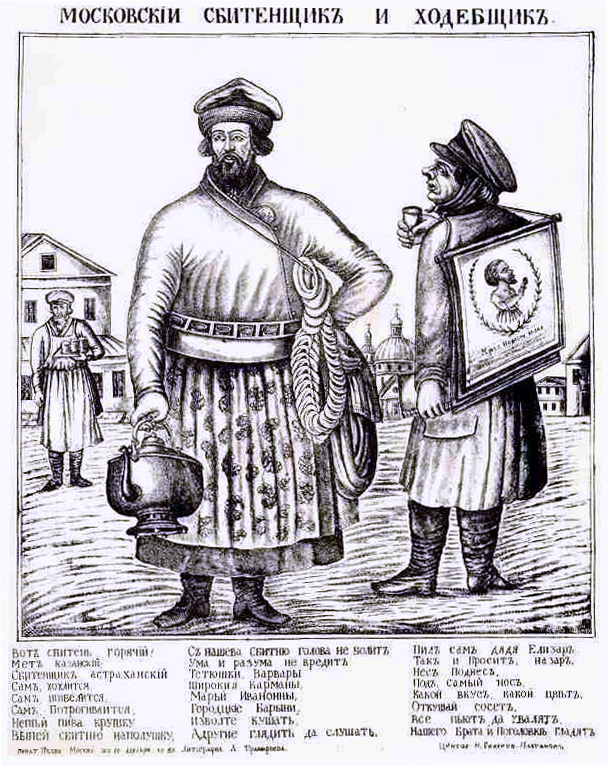
Un vendeur de boubliki au XIXe siècle.

Boublitchki (en russe : бублички, un nom qui désigne des « petits pains chauds » ou des bagels) est une chanson en langue russe de l'ère de la Nouvelle politique économique (NEP) de l'Union soviétique, écrite par Yakov Yadov. Elle décrit la dure réalité de la vie sous la NEP, ce qui a valu son interdiction jusqu'à la fin des années 1980. Malgré la répression de l'État, la chanson est restée populaire dans la clandestinité.

## Contexte
Boublitchki a été écrite dans le contexte de la Nouvelle politique économique, l'un des premiers plans économiques soviétiques conçu pour relancer l'économie, en ruines, du pays. L'économie mixte de la NEP était basée sur l'entreprise privée, contrairement au communisme de guerre qui l'avait précédée,. Bien que la NEP ait conduit à une reprise de la production industrielle et agricole, une grande partie des gains est allée aux riches membres de la NEP, laissant une grande partie de la population dans la pauvreté. Le chanteur de Boublitchki fait partie de ceux qui ont été abandonnés par la NEP, contraints de vendre de la nourriture dans la rue pour survivre.
Bien que de nombreuses revendications aient été formulées quant à sa paternité, la plupart des chercheurs s'accordent à dire que la chanson a été écrite par Yakov Yadov,,. Yadov a été inspiré pour écrire les paroles par une conversation qu'il avait eue avec son ami, le musicien Grigori Markovitch Krasavine. Ce dernier racontait avoir vu de nombreux panneaux demandant aux gens d'acheter des bagels et, entamant une petite ritournelle sur son violon, il aurait demandé à Yadov d'écrire des paroles pour l'accompagner. Selon la chercheuse Patricia Herlihy, la blatnaya pesnya (« chanson de criminels ») qui en résulta était l'une des chansons les plus populaires de l'ère de la NEP. Les thèmes subversifs de la chanson ont conduit le gouvernement à l'interdire jusqu'à la fin des années 1980 ; malgré l'interdiction, elle est restée populaire en étant transmise de bouche à oreille, ce qui a résulté en de très nombreuses versions différentes.
Une traduction en yiddish de la chanson (Beigelach, soit les « petits bagels ») s'est avérée très populaire parmi les Juifs yiddishophones, bien qu'elle ait perdu le caractère politique de l'original. Le duo américain Barry Sisters a interprété cette version yiddish jusqu'après la Seconde Guerre mondiale. Benny Goodman en enregistre des versions en anglais avec le sous-titre The Pretzel Seller's Song (« la chanson du vendeur de bretzels »),. Boublitchki a également été retravaillé en chanson de jazz par le chanteur et chef d'orchestre soviétique Léonid Outiossov, qui l'a interprété avec son orchestre ; il faut dire qu'Outiossov interprétait fréquemment des chansons du genre blatnaya pesnya.

## Paroles
Comme pour de nombreuses chansons underground de l'époque, il existe plusieurs versions des paroles,.
| Russian | Traduction en français |
| --- | --- |
| Бублички Ночь надвигается, фонарь шатается, Свет пробивается в ночную тьму. Я неумытая тряпьём прикрытая И вся разбитая, едва брожу. Припев: Купите бублички, горячи бублички, Несите рублички, сюда скорей! И в ночь ненастную, меня несчастную, Торговку частную, ты пожалей. Отец мой пьяница, он этим чванится, Он к гробу тянется, ему лишь пить. Сестра гулящая, а мать пропащая, А я курящая, глядите вот. Припев. Вот у хозяина проклятье Каина Потом на улицу меня прогнал. Кормилась дрянею, ловилась нянею, Теперь живу я да у кустаря. Припев. | Les bagels La nuit approche, le lampadaire oscille, La lumière se bat dans l'obscurité de la nuit. Je ne suis pas lavée, je ne porte que des haillons et je suis si brisée que je peux à peine marcher. Refrain : Achetez mes bagels, mes bagels chauds, Donnez-moi vos roubles, et faites-le vite ! Et en cette nuit sombre, dans ma situation désespérée, Ayez pitié de cette pauvre colortrice. Papa ne fait que boire, il s'en vante, Ce serait sa mort, même s'il s'en souciait. Ma sœur se promène dans les rues, maman n'a plus la tête à l'ouvrage, Et puis, regarde, je suis fumeuse. Refrain. Et puis il y a mon ancien patron, il portait la malédiction de Caïn, Il m'a poursuivi dans la rue. Je vivais de déchets jusqu'à ce que ma nounou m'attrape, Et maintenant je vis avec un artisan. Refrain. |